# Матвеев, Владимир Владимирович
Влади́мир Влади́мирович Матве́ев (род. 2 сентября 1980, Орёл) — российский учёный, преподаватель высшей школы, краевед, библиофил. Доктор экономических наук, профессор. Почётный работник науки и высшей школы Орловской области. Профессор РАО. Ректор ФГБОУ ВО "Орловский государственный институт культуры". Председатель Орловского областного отделения Всероссийской общественной организации «Русское географическое общество».

## Семья
Родился в городе Орёл в семье преподавателей.
Отец — Матвеев Владимир Павлович (1946 г.р.) — кандидат философских наук, профессор,
Мать — Матвеева Маргарита Борисовна (1947 г.р.) — преподаватель по классу фортепиано, Детская музыкальная школа № 3 имени Прокофьева.
Жена — Матвеева Анна Валентиновна (1988 г.р.). Два сына: Александр (2015 г.р.) и Михаил (2023 г.р.).

## Образование
1997 г. — окончил среднюю общеобразовательную школу № 23 города Орла с углублённым изучением английского языка;
2002 г. — с отличием окончил ГОУ ВО «Орловский государственный университет» по специальности «Лингвистика и межкультурная коммуникация», с присвоением квалификации «Лингвист, преподаватель английского и немецкого языков»;
2002 г. — с отличием окончил ФГБОУ ВО «Всероссийский заочный финансово-экономический институт» по специальности «Финансы и кредит», с присвоением квалификации «Экономист»;
2005 г. — с отличием окончил очную аспирантуру ГОУ ВПО «Орловская региональная академия государственной службы» по специальности «Экономика и управление народным хозяйством»;
2019 г. — с отличием окончил магистратуру ФГБОУ ВО «Финансовый университет при Правительстве Российской Федерации» по программе «Финансовый менеджмент и рынок капиталов»;
2024 г. — прошел профессиональную переподготовку в ФГАОУ ВО "МГИМО МИД России" по программе «Современные технологии эффективных коммуникаций в управлении, переговорах, социальном влиянии»;
2025 г. - с отличием окончил магистратуру ФГБОУ ВО "Московский государственный институт культуры" по программе "Менеджмент в сфере государственной культурной политики".

## Ученая степень и ученое звание
2006 г. — кандидат экономических наук по специальности 08.00.05 «Экономика и управление народным хозяйством».
2012 г. — доктор экономический наук по специальности 08.00.05 «Экономика и управление народным хозяйством».
2012 г. — доцент по кафедре «Финансов, бюджета и страхования».
2020 г. — профессор по специальности 08.00.05 «Экономика и управление народным хозяйством».

## Трудовая деятельность
Общий трудовой стаж с октября 1998 г.; Научно-педагогический стаж с января 2003 г.;
1998—2003 гг. — работа в коммерческих организациях;
2003—2006 гг. — преподаватель, 2006—2009 гг. — старший преподаватель; 2009—2012 гг. — доцент кафедры Финансов и страхования Всероссийского заочного финансово-экономического института, филиал в Орле;
2011—2012 гг. — директор филиала ФГБОУ ВО "Всероссийский заочный финансово-экономического институт" в Орле;
2012—2014 гг. — доцент кафедры Экономики и финансов Орловского филиала ФГБОУ ВО «Финансовый университет при Правительстве Российской Федерации»;
2012—2021 гг. — директор Орловского филиала ФГБОУ ВО «Финансовый университет при Правительстве Российской Федерации»;
2014—2021 гг. — профессор кафедры Экономики и менеджмента Орловского филиала ФГБОУ ВО «Финансовый университет при Правительстве Российской Федерации»;
2015—2021 гг. — заместитель Председателя Орловского областного отделения Всероссийской общественной организации «Русское географическое общество»;
2021—2022 гг.— исполняющий обязанности ректора ФГБОУ ВО «Орловский государственный институт культуры»;
2021 г. —по н.в. — Председатель Орловского областного отделения Всероссийской общественной организации «Русское географическое общество». Член Совета регионов ВОО «РГО»;
2022 г. —по н.в. — Ректор ФГБОУ ВО «Орловский государственный институт культуры».

## Научная деятельность
Автор более 170 научных трудов и учебных изданий, в том числе более 80 статей в журналах из перечня ВАК, 8 статей в ядре РИНЦ (Scopus, WoS, RSCI), более 20 учебно-методических изданий, 3 учебника (с грифами УМО), 14 монографий, 2 патента. Общий объём публикаций более 450 п.л., в том числе авторский объём более 150 п.л. Индекс Хирша — 45.
Научный руководитель 4-х кандидатов экономических наук;
Научный рецензент более 15 научных и учебно-методических изданий;
Научный редактор научного журнала «Образование и культурное пространство», включенного в перечень рецензируемых научных изданий ВАК РФ;
Главный редактор научно-популярного журнала «Родные пенаты»;
Член Совета по защите диссертаций на соискание ученой степени кандидата наук, на соискание ученой степени доктора наук 24.2.353.03 и 24.2.353.04 на базе ФГБОУ ВО «Орловский государственный университет имени И. С. Тургенева».

## Членство в общественных организациях и объединениях
Председатель Орловского областного отделения Всероссийской общественной организации «Русское географическое общество»; Член Совета регионов Всероссийской общественной организации «Русское географическое общество»;
Член Российского союза ректоров;
Член Вольного экономического общества России;
Член Российского книжного союза;
Член Общероссийского профессионального союза работников культуры;
Член Общественного совета при Департаменте культуры Орловской области;
Член Комиссии по координации работы по противодействию коррупции в Орловской области;
Член Межведомственного совета Орловской области по развитию добровольчества (волонтёрства) и социально-ориентированных некоммерческих организаций;
Член Попечительского совета регионального центра выявления, поддержки и развития способностей и талантов у детей и молодежи БОУ ОО «Созвездие Орла».

## Награды и почетные звания

### Правительственные и ведомственные награды
- Благодарность Правительства Российской Федерации (2018);
- Благодарность Министра культуры Российской Федерации (2024);
- Благодарность Министерства образования и науки Российской Федерации (2017).

### Региональные[12]и муниципальные награды
- Почетный работник науки и высшей школы Орловской области (2018);
- Медаль Тургенева (2024);
- Почётная грамота Губернатора Орловской области (2016, 2019, 2024);
- Благодарность Губернатора Орловской области (2024);
- Почетный знак Орловского областного Совета народных депутатов "За вклад в развитие Орловской области" (2025);
- Почётная грамота Орловского областного Совета народных депутатов (2016, 2018, 2020);
- Почётная грамота Администрации города Орла (2018, 2021);
- Почётная грамота Орловского городского Совета народных депутатов (2018);

### Награды государственных, общественных и религиозных организаций
- Профессор РАО (2023)[13];
- Почетная грамота Всероссийской общественной организации «Русское географическое общество» (2025);
- Благодарность Всероссийской общественной организации «Русское географическое общество» (2022);
- Медаль «Преподобного священномученика Кукши» I степени Орловской епархии Русской православной церкви (2023);
- Благодарственное письмо Совета Федерации Федерального собрания Российской Федерации (2024);
- Почетный знак Общероссийского профсоюза работников культуры (серебряный);
- Почётная грамота Общероссийского профессионального союза работников культуры (2022);
- Медаль «За укрепление социального партнерства» Орловской областной организации Общероссийского профессионального союза работников культуры (2023);
- Медаль «Здоровое поколение - здоровая нация» Орловской областной организации Общероссийского профессионального союза работников культуры (2025);
- Медаль «200 лет со дня рождения Н.Я. Данилевского» Всероссийской общественной организации Всероссийское общество охраны памятников истории и культуры[14] (2023);
- Почётная грамота Орловского регионального отделения Всероссийской политической партии «Единая Россия» (2024, 2025);
- Золотой знак отличия Всероссийского физкультурно-спортивного комплекса «Готов к труду и обороне» (ГТО) (2018, 2023).

## Деятельность на посту ректора ОГИК (2021 г. - по н.в.)[15]
В 2021 году впервые за несколько десятилетий начат капитальный ремонт общежития института, позволивший разместить в комфортных условиях более 500 студентов.
В 2022 году открыты 9 студий дополнительного образования для детей и взрослых для реализации их творческого потенциала. На 2025 год в них занимается уже более 300 слушателей.
В 2023 году получена лицензия и аккредитация на новое направление подготовки "Эстрадно-джазовое пение", в 2024 и 2025 годах получены бюджетные места в рамках КЦП, что придало новый современный импульс развитию образовательной деятельности института.
В 2023 году научный журнал "Образование и культурное пространство", издаваемый ОГИК, включен в перечень изданий перечня ВАК РФ.
В 2023 году начался проект института по программе наставничества, позволивший решать проблему преемственности поколений на творческих кафедрах вуза.
В 2023 году в рамках федерального проекта "Придумано в России" создан Центр прототипирования "Центр креативных индустрий", включающий в себя малый концертных зал (2023 г.), студию звукозаписи (2023 г.),Фотостудию "5 Этаж (2024 г.)", медиа-центр "ОГИК-Медиа" (2024 г.), анимационную студию "ОГИК-Мультфильм" (2025 г.).
В 2024 году стартовал новый всероссийский конкурс-фестиваль современной и эстрадной хореографии "АРТерия", который стал логичным продолжение открытия нового направления подготовки "современная хореография".
В 2024 году создан творческий проект "4Names" - джазовый квартет преподавателей института, который сразу завоевал сердца слушателей региона.
В 2025 году на базе института открыт первый в своем роде в Российской Федерации Кластер креативных индустрий в рамках реализации Федерального закона "О креативных (творческих) кластерах.